# Baltazar de la Rosa
Baltazar de la Rosa, (Huacho, Perú, 2 de enero de 1782 - ?) fue un político y militar peruano, alcalde de la ciudad de Huacho. Nació el 2 de enero de 1782 en el Barrio de Amay, distrito de Huacho, Provincia de Huaura (antes Chancay), departamento de Lima. Sus padres fueron don Francisco de La Rosa, quien también fuera alcalde de Huacho, y doña María Laureana Isabel Nicho Candelaria.

## Biografía
Entre los años de 1809 a 1820 fue conductor seguro de la correspondencia por el puerto de Huacho a Santiago y Buenos Aires. Ayuda los fugitivos y perseguidos patriotas.
El 30 de julio de 1812 le otorga a José Manuel García poder general para sus negocios e intereses. Es de destacar que este apunta que: "Me valí de él para embarcar por Huacho a don Guillermo del Río y cura de Sicasica y otros individuos que fugaban de esta Capital (Lima), huyendo de las persecuciones de los tiranos".

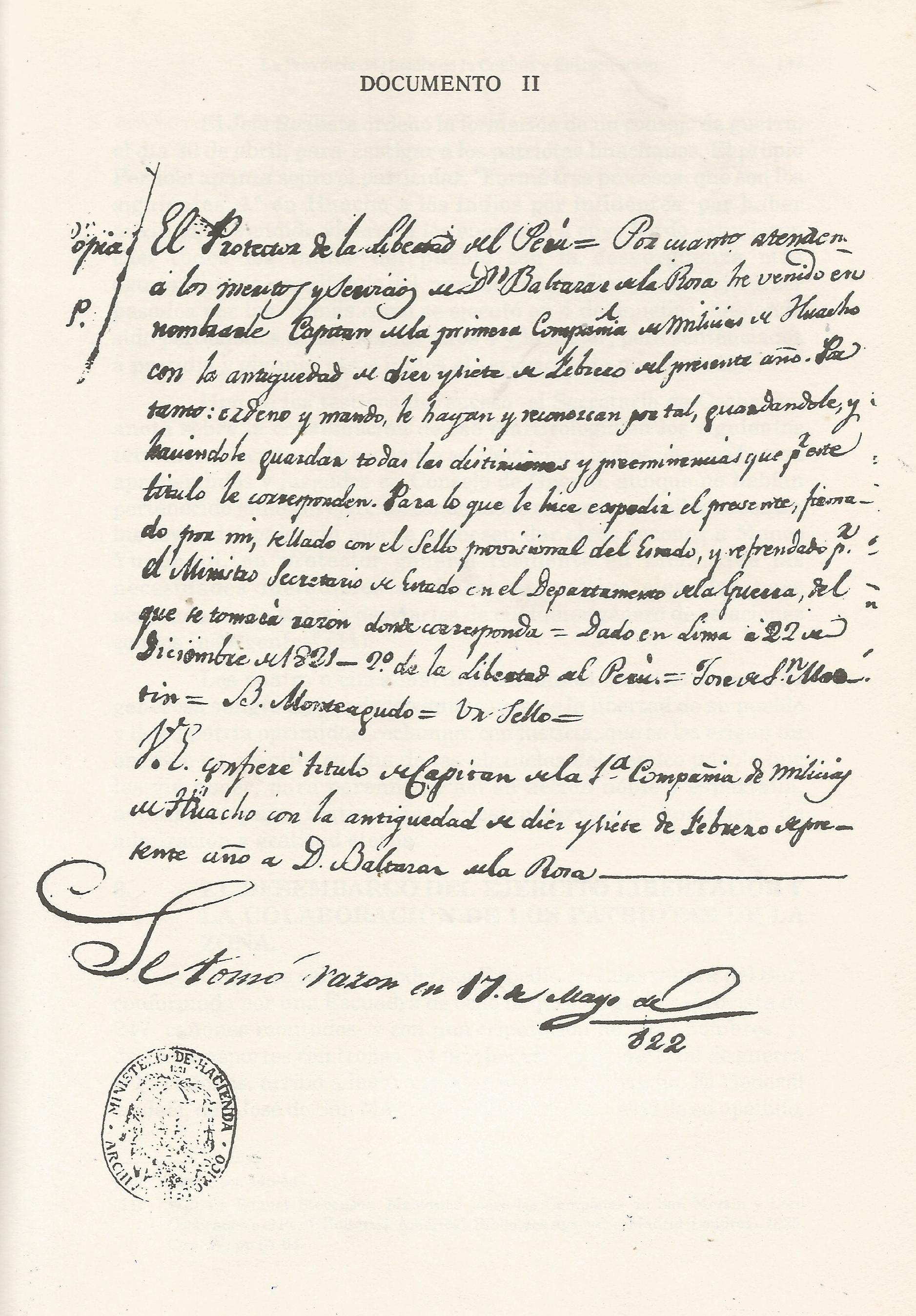
NOMBRAMIENTO DE BALTAZAR DE LA ROSA COMO CAPITAN DE MILICIAS DE HUACHO

Cuando el General don José de San Martín pisa tierra huachana, en 1820, Baltazar de la Rosa, era Principal y alcalde General de los Naturales, quien se presenta ante el Libertador y se ofrece colaborar en favor de la Patria en compañía de sus familiares, amigos y coetáneos, luego de haber ofrecido estos mismos servicios a las fuerzas realistas para defender las playas huachanas del posible desembarco de la Escuadra Libertadora. Y poco a poco, del 24 de noviembre de 1820 al 20 de marzo del siguiente año, fueron conformándose las seis compañías del Regimiento de Caballería de Cívicos de Huacho y Huaura, con los entusiastas y decididos patriotas del Valle; y el intrépido La Rosa, fue nombrado Capitán de la Primera Compañía de Milicias de Huacho, integrante de dicho regimiento.
Por el fervor patriótico que demostró, por la ascendencia que tenía sobre los regnícolas, por sus dotes de organizador y conductor de hombres y por ser influyentes en la zona, el ministro de Guerra y Marina - don Bernardo Monteagudo - le nombró Gobernador Político y Militar de su pueblo Natal. En tal virtud, Baltazar de la Rosa, fue el brazo derecho del Comandante en Jefe del Ejército Libertador, pues era quien proveía de todo cuanto necesitaba la Escuadra - surta en la bahía -, el Ejército - acantonado en el Valle - y los hospitales, hasta que las huestes patriotas hicieron su ingreso en la ciudad de Lima.
A mediados de 1820, el patriota peruano lo encontramos como Alcalde de Huacho, como ya se ha dicho, quien en el desempeño del referido cargo, recibió una medalla y el título de Ciudadano Español del Gobierno Virreinal, por intermedio del Coronel realista don Agustín Oternín, Comandante Militar de la Guarnición de Huaura; posiblementre con el objeto de halagarlo y atraerlo a favor de los intereses del Rey, pues el temor de los españoles era notorio en todo el Virreinato, con motivo del arribo de la Expedición Libertadora a la bahía de la Independencia. Los realistas, en parte, lo consiguieron; pues, Baltazar de la Rosa solicitó permiso al virrey Pezuela para levantar una compañía de milicias para defender la causa de la Corona Española. Empero, La Rosa, se dio cuenta de que primero era la causa de su pueblo, de sus hermanos de sangre y de su patria, y por consiguiente, desistió en su propósito, y abrazó la bandera de la liberación, al que se entregó con ardor y coraje. No obstante, amparado en los cargos de Teniente Gobernador h capitán de milicias, cometió una serie de abusos y delitos contra la "patria", tales como maltrato a la población, apropiación personal de bienes y trabajo en afectación directa a las rentas del nuevo Estado, por lo que en 1822 el primer municipio independiente exigiría que fuese procesado.
Posteriormente es el organizador y se encarga de la Presidencia del departamento de la Costa (Canta, Santa y Chancay) por un breve periodo.
A finales de  enero de 1822, tras revisar la documentación respectiva sobre las reses y especies que fueron administradas bajo su cargo para la subsistencia de las tropas del Ejército Unido Libertador durante 1821, la Oficina de Cuentas encontró desbalances, lo cual los miembros del consejo iniciaron una demanda ante el presidente del departamento de la Costa, ordenando su arresto.
Con Candelaria Cornelio tuvo una hija llamada Martina y en 1813 contrajo matrimonio con María Faustina Pichilingue, con quien tuvo los siguientes hijos: María Matea, Isabel, Manuel Asención, José Lucas, Juán José Canuto, Ygnacio, Tomás y Juan Francisco.
Actualmente, entre sus últimos descendientes: su tataranieto Amadeo de la Rosa Collantes, nacido en 1945, de cuna huachana, y sus hijos: Patricia, José, Carlos, César, Amadeo y Milagros de la Rosa Vidal.